# Mauritanska ouguja
Mauritanska ouguja (uguija), ISO 4217: MRO, je valuta Mauritanije. Dijeli se na 5 khoumsa (arapska riječ za jednu petinu). 
Predstavljena je 1973. godine, kada je zamijenila CFA franak u odnosu 5 : 1. Središnja banka Mauritanije izdaje kovanice od 5, 10 i 20 ouguja i novčanice od 100, 200, 500, 1000 i 2000 ouguja. 

## Vanjske poveznice
- Mauritānskâ središnja banka  Arhivirana inačica izvorne stranice od 6. prosinca 2006. (Wayback Machine)